# Kleiner Mann – was nun? (Film)
Kleiner Mann – was nun? ist ein 1933 nach dem gleichnamigen Roman von Hans Fallada gedrehter deutscher Spielfilm von Fritz Wendhausen. Die Hauptrollen spielen Hermann Thimig und Hertha Thiele als Hans und Lämmchen.

## Handlung
Der junge Buchhalter Hans Pinneberg lebt mit seiner von ihm liebevoll „Lämmchen“ genannten Frau in der Provinz. Er muss seine Ehe mit der schönen jungen Emma geheim halten, weil sein Chef vorhat, ihn mit seiner Tochter zu verheiraten. Als die Wahrheit herauskommt, wird Hans entlassen. Helfen muss jetzt Hans’ Stiefmutter in Berlin. Sie und ihr zwielichtiger Liebhaber versuchen das junge Paar zu unterstützen, indem sie Hans und seiner Frau eine Wohnung in ihrem Haus zur Verfügung stellen. Doch Hans landet im Gefängnis. Als er entlassen wird, dämmert es ihm, dass seine Stiefmutter ein Bordell betreibt. Hans und Lämmchen verlassen ihre Wohnung, um bei einem befreundeten Straßenhändler unterzukommen. Diesmal scheint es Anlass zu vorsichtigem Optimismus zu geben.

## Hintergrund
Der Film wurde in Schwarzweiß gedreht. Falladas Roman Kleiner Mann – was nun?, der als Vorlage für den Film diente, war 1932 einer der meistverkauften Romane, weshalb auch die Filmwirtschaft Interesse an einer Verfilmung bekundete. Zunächst war eine mehr sozialkritische Version mit Erich Engel als Regisseur im Gespräch. Der mit Engel bekannte Bertolt Brecht brachte Kurt Weill für die Filmmusik ins Gespräch. In einem Brief an den Musikverlag Universal Edition berichtet Kurt Weill davon, dass er die Musik zu der geplanten Verfilmung nach seinen Vorstellungen gestalten könne. Erich Engel und Hans Fallada wurden über den Entwurf des Drehbuchs nicht einig, weshalb die Arbeit eingestellt wurde. Schließlich übernahm die R. N.-Filmproduktion GmbH die Produktion des Films. Auch mit den neuen Autoren konnte sich Hans Fallada nicht über das Drehbuch einigen. Diesmal zog sich Fallada von dem Filmprojekt zurück, und es wurde ohne ihn fertiggestellt.
Die Dreharbeiten fanden in Swinemünde unter der Produktions- und Aufnahmeleitung von Adolf Essek statt. Die Bauten stammen von Willy Schiller und Otto Gülstorff, die Kostüme von Wilhelm Scholz.
Der Film wurde nur mit erheblichen Schnitten am 7. Juli 1933 von der Filmprüfstelle zur Ausführung freigegeben. Alle Szenen, in denen die Mitglieder der Comedian Harmonists zu sehen waren, fielen der Zensur zum Opfer. Das Vokalensemble sang im Film auch den Titelsong Kleiner Mann, was nun?, der zuvor am 11. Mai 1933 aufgenommen worden war.
Die Uraufführung des Films fand am 3. August 1933 im Berliner Capitol statt.

## Rezeption
Im Film-Kurier vom 29. September 1932 äußerte sich Fallada zwar „glücklich“ über die Verfilmung seines Romans, ließ jedoch anklingen, dass das Drehbuch nur wenig mit seinem Roman zu tun habe. Schließlich würden sich Filmautoren „dem Stoff anders nähern“.
Der Musik- und Medienwissenschaftler Dr. Wolfgang Rumpf sah in dem Film ein Beispiel für Medienpartnerschaften. Seit Einführung des Tonfilms kam es zwischen der Schallplattenindustrie und der Filmwirtschaft zu Kooperationen bei der Vermarktung der Produkte.
Bereits ein Jahr nach der Uraufführung von Kleiner Mann – was nun? veröffentlichen die Universal Pictures den Film „Little Man – what now?“ mit Margaret Sullavan und Douglass Montgomery in den Hauptrollen. Das Drehbuch von William Anthony McGuire ist mehr an die deutsche Filmvorlage, als an den Roman von Hans Fallada angelehnt worden.
1968 kam ein unter der Regie von Hans-Joachim Kasprzik (Drehbuch: Klaus Jörn / Hans-Joachim Kasprzik) bei der DEFA gedrehter Fernsehspielfilm Kleiner Mann – was nun? in der DDR zur Ausstrahlung, wurde mehrfach wiederholt, zuletzt Ende 1988.
Peter Zadek inszenierte den Stoff als Revue, die am 22. September 1972 im Schauspielhaus Bochum Premiere hatte. Die Musik zur Revue Kleiner Mann, was nun? schrieb Erwin Bootz, der bereits als Mitglied der Comedian Harmonists im Film mitgespielt hatte.